# Peter Mamerow
Peter Mamerow (* 20. September 1958 in Dortmund) ist ein deutscher Automobilrennfahrer und Unternehmer. Er ist der Vater des Rennfahrers Christian Mamerow und Teamchef des Teams Mamerow Racing.

## Rennfahrer-Karriere

### DTM
Peter Mamerow begann seine Fahrerkarriere 1984 im Tourenwagensport. In dem Jahr startete er als Privatfahrer mit einem VW Golf GTI in drei Rennen der Deutschen Produktionswagen-Meisterschaft (der späteren DTM) und belegte am Saisonende den 23. Platz. 1985 ging er in der Produktionswagen-Meisterschaft als Privatfahrer mit einem VW Golf GTI und auch als Fahrer für das Team Ulrich Mönninghoff RT mit einem Chevrolet Camaro Z28 an den Start. Nach einer Unterbrechung fuhr er 1987 nur beim DTM-Rennen auf dem Nürburgring.
In der DTM stieg er erst wieder 2001 mit seinem Team Mamerow Racing ein. In der Saison pilotierte er einen Opel Astra V8 Coupé, mit dem er sich jedoch nicht in die Punkteränge platzieren konnte.

### Porsche Carrera Cup
In den Jahren 1992 und 1999 startete Mamerow im Porsche Carrera Cup Deutschland. In seiner ersten Saison fuhr er mit einem Porsche 911 Carrera 2 Cup auf den 16. Rang und 1999 mit einem Porsche 911 GT3 Cup (Typ 996) auf den 13. Platz der Jahreswertung.

### ADAC GT Cup
In der Saison 1993 und 1995 fuhr er im ADAC GT Cup. 1993 belegte er mit einem Porsche 911 Carrera RSR den siebten Platz in der Gesamtwertung. 1995 fuhr er mit einem Ferrari F355 auf den zehnten Platz.

### Super-Tourenwagen-Cup
1996 und 1998 ging Mamerow im STW an den Start. 1996 belegte er mit einem Audi 80 Competition den 23. Platz und 1998 konnte er sich um der Plätze verbessern und wurde 20. im Saisonergebnis.

### ADAC GT Masters
Peter Mamerow fuhr 2007 zusammen mit seinem Sohn Christian Mamerow mit einem Porsche 911 GT3 Cup (Typ 997) an zwei Rennwochenenden in der ADAC GT Masters. Beim ersten Rennen auf dem Nürburgring belegten beide den zweiten Platz und beim Rennen in Oschersleben wurden sie Vierte im ersten Lauf. Zum Saisonende erreichten beide den 13. Platz.

### Sonstige Rennveranstaltungen
In den Jahren 2009, 2015 und 2017 startete er bei verschiedenen Rennen auf dem Nürburgring. 2009 und 2017 fuhr er beim 24-Stunden-Rennen auf dem Nürburgring und belegte 2017 mit dem zweiten Platz in der SP-X-Klasse dort sein bestes Ergebnis.
2015 fuhr er einige Rennen im DMV Gran Turismo Touring Car Cup und beendete die Saison mit dem 19. Platz.

## Unternehmer-Karriere
Peter Mamerow begann 1982 mit dem Aufbau von Autos für den Rennsporteinsatz. Bis 1990 hatte er sich auf Wagen von Volkswagen und Opel konzentriert. Danach spezialisierte er sich auf Porsche-Fahrzeuge.
Parallel zum Werkstatt-Betrieb gründete er sein Rennteam Mamerow Racing, mit dem er als Fahrer und später als Teammanager in verschiedenen Rennserien antrat.